# Lotukové
Lotukové či jiným názvem Otuhové jsou nilotským etnikem žijícím převážně na jihu Jižního Súdánu na hranici s Ugandou asi v počtu 500 až 700 tisíc osob. Hovoří vlastním jazykem otuho. Zvláštností jejich společnosti jsou malé endogamní kasty kovářů.

## Náboženství
Zakladatelské (ne nutně stvořitelské) mýty o původu kmene vyprávějí o původní zemi Iliu, odkud je ale nedostatek vody vyhnal do Imatari, kde jim vládl náčelník jménem Ngalamitiko. Když zestárl, lidé si přáli, aby ho nahradil jeho syn Loghurak. Ten je požádal, aby počkali, dokud otec nezemře, ale lid nedbal a jejich nesouhlas si Ngalamitiko vyložil jako vzpouru. Poslal proto posla k náčelníkovi sousedního kmene Akarů, s prosbou o vojenský zásah. Náčelník Akarů přitáhl (ale již po Ngalamitikově smrti) a Otuhy téměř vyvraždil. Hrstka přeživších se rozptýlila do míst současného výskytu kmene.
Každá širší rodina má své totemové zvíře. Zvláštností je, že i totemová zvířata zabíjejí. Dále lze pozorovat kult předků, kterým obětují zvířecí oběti (až do začátku 20. stol. to byly oběti lidské). Otuhové často přijali (většinově katolické) křesťanství, avšak stále ctí i své tradiční náboženství.